# Paulus Roiha
Paulus Roiha, född 3 augusti 1980 i Esbo, är en finländsk före detta fotbollsspelare. 
Roiha vann med 22 mål skytteligan i Tipsligan 2001. Efter säsongen flyttade han till nederländska FC Utrecht. Han spelade för ett flertal nederländska klubbar samt i Belgien och Ungern innan han återvände till HJK 2008. Inför säsongen 2010 skrev han på ett ettårskontrakt med Åtvidabergs FF. Klubben blev nedflyttade i Superettan och Roiha lämnade efter säsongen.
Han debuterade för det finska landslaget mot Sverige i Jönköpings Tipshall 2001, en match som slutade 0–0.

### Webbkällor
- Paulus Roiha på Svenska Fotbollförbundets webbplats
- Paulus Roiha på elitefootball